# BAE Batterien
Данная статья о производителе аккумуляторов. О британском производителе оружия см. BAE Systems
ВАЕ Batterien GmbH (Бывший VEB Berliner Akkumulatoren- und Elementefabrik) — завод в Берлине, производящий промышленные аккумуляторы. Основан в 1899 году. Производит стационарные аккумуляторы для объектов энергетики, телекоммуникационного оборудования, источников бесперебойного питания, а также для фотовольтаических систем.

## История
- 1899 год — основан завод под названием Akkumulatorenwerke Oberspree AG
- 1904 — основана компания VARTA (нем. Vertrieb, Aufladung, Reparatur Transportabler Akkumulatoren — распространение, зарядка и восстановление портативных элементов питания)
- 1905 — Accumulatoren Fabrik Aktiengesellschaft (AFA) покупает завод
- 1958 — после образования ГДР была 1958 создана государственная компания VEB Berliner Akkumulatoren- und Elementefabrik.
- 1990 — после объединения Германии VEB Berliner Akkumulatoren- und Elementefabrik стала называться Berliner Batterie GmbH (BAE)
- 1992 — с 1990 по 1992 год согласно заключенному лицензионному соглашению с VARTA Batterie АG аккумуляторы выпускались под названием VARTA
- 2005 — название изменено на BAE Batterien GmbH

## Программа производства
Стационарное применение:
- источники бесперебойного питания
- объекты энергетики
- телекоммуникационное оборудование
- транспортное оборудование

Bозобновляемые источники энергии:
- солнечные батареи для домов
- автономные системы
- гибридные установки

Tяговое применение:
- батареи для подвижного состава
- электрокары